# Symboles de Hermann-Mauguin
Les symboles de Hermann-Mauguin (ou notation internationale), des noms de Carl Hermann et de Charles Victor Mauguin, donnent les éléments des opérations de symétrie d'un groupe ponctuel ou d'un groupe d'espace le long de chaque direction de symétrie d'un système réticulaire. Le long d'une direction de symétrie on trouve toujours des opérations de symétrie dans un groupe holohèdre, mais pas toujours dans un groupe mérièdre. Les directions de symétrie sont caractéristiques de chaque système réticulaire.

## Directions de symétrie
Les symboles de Hermann-Mauguin sont des symboles orientés : l’orientation de chaque élément de symétrie peut se lire à partir du symbole, en sachant que dans chaque système réticulaire les directions de symétrie sont données dans un ordre conventionnel.
Une direction de symétrie de l’espace tridimensionnel est indiquée par [u{\displaystyle \,}v{\displaystyle \,}w], où les trois indices u, v, w sont les coordonnées du premier nœud du réseau le long de la direction donnée. Les indices u, v, w sont toujours débarrassés des facteurs communs. La direction [u{\displaystyle \,}v{\displaystyle \,}w] passe toujours par l’origine de l’espace, qui est le point de coordonnées (0{\displaystyle \,}0{\displaystyle \,}0). Par exemple, la direction qui passe par l’origine (0{\displaystyle \,}0{\displaystyle \,}0) et par les nœuds (1{\displaystyle \,}3{\displaystyle \,}4), (2{\displaystyle \,}6{\displaystyle \,}8), (3{\displaystyle \,}9{\displaystyle \,}12), (4{\displaystyle \,}12{\displaystyle \,}16), etc., est indiquée par [1{\displaystyle \,}3{\displaystyle \,}4]. Les axes a, b et c sont indiqués par [1{\displaystyle \,}0{\displaystyle \,}0], [0{\displaystyle \,}1{\displaystyle \,}0] et [0{\displaystyle \,}0{\displaystyle \,}1] respectivement, car (1{\displaystyle \,}0{\displaystyle \,}0), (0{\displaystyle \,}1{\displaystyle \,}0) et (0{\displaystyle \,}0{\displaystyle \,}1) sont les premiers nœuds le long de ces axes.
| Système réticulaire                 | première direction de symétrie                                                                                                  | deuxième direction de symétrie | troisième direction de symétrie |
| ----------------------------------- | --- | --- | --- |
| triclinique                         | --- | --- | --- |
| monoclinique                        | [0{\displaystyle \,}1{\displaystyle \,}0]                                                                                       | --- | --- |
| orthorhombique                      | [1{\displaystyle \,}0{\displaystyle \,}0]                                                                                       | [0{\displaystyle \,}1{\displaystyle \,}0] | [0{\displaystyle \,}0{\displaystyle \,}1] |
| tétragonal                          | [0{\displaystyle \,}0{\displaystyle \,}1]                                                                                       | [1{\displaystyle \,}0{\displaystyle \,}0], [0{\displaystyle \,}1{\displaystyle \,}0]                                                                                       | [1{\displaystyle \,}1{\displaystyle \,}0], [1{\displaystyle \,}1{\displaystyle \,}0] |
| rhomboédrique (axes rhomboédriques) | [1{\displaystyle \,}1{\displaystyle \,}1]                                                                                       | [1{\displaystyle \,}1{\displaystyle \,}0], [0{\displaystyle \,}1{\displaystyle \,}1], [1{\displaystyle \,}0{\displaystyle \,}1]                                            | --- |
| rhomboédrique (axes hexagonaux)     | [0{\displaystyle \,}0{\displaystyle \,}1]                                                                                       | [1{\displaystyle \,}0{\displaystyle \,}0], [0{\displaystyle \,}1{\displaystyle \,}0], [1{\displaystyle \,}1{\displaystyle \,}0]                                            | --- |
| hexagonal                           | [0{\displaystyle \,}0{\displaystyle \,}1]                                                                                       | [1{\displaystyle \,}0{\displaystyle \,}0], [0{\displaystyle \,}1{\displaystyle \,}0], [1{\displaystyle \,}1{\displaystyle \,}0]                                            | [2{\displaystyle \,}1{\displaystyle \,}0], [1{\displaystyle \,}2{\displaystyle \,}0], [1{\displaystyle \,}1{\displaystyle \,}0] |
| cubique                             | [0{\displaystyle \,}0{\displaystyle \,}1], [1{\displaystyle \,}0{\displaystyle \,}0], [0{\displaystyle \,}1{\displaystyle \,}0] | [1{\displaystyle \,}1{\displaystyle \,}1], [1{\displaystyle \,}1{\displaystyle \,}1], [1{\displaystyle \,}1{\displaystyle \,}1], [1{\displaystyle \,}1{\displaystyle \,}1] | [1{\displaystyle \,}1{\displaystyle \,}0], [1{\displaystyle \,}1{\displaystyle \,}0], [1{\displaystyle \,}0{\displaystyle \,}1], [1{\displaystyle \,}0{\displaystyle \,}1], [0{\displaystyle \,}1{\displaystyle \,}1], [0{\displaystyle \,}1{\displaystyle \,}1] |

Il n’y a aucune direction de symétrie dans le système réticulaire triclinique : les cristaux qui appartiennent à ce système réticulaire ne peuvent posséder que le centre d’inversion comme seul élément de symétrie, qui ne définit pas une direction.
Dans le système réticulaire monoclinique, il n’y a qu’une seule direction de symétrie ; celle-ci est normalement prise comme axe b du cristal.
À partir du système réticulaire tétragonal, deux ou plusieurs directions apparaissent dans la même case : ces directions sont elles-mêmes équivalentes par symétrie. Par exemple dans le système réticulaire tétragonal, les directions [1{\displaystyle \,}0{\displaystyle \,}0] et [0{\displaystyle \,}1{\displaystyle \,}0] sont reliées par la rotation quaternaire autour de la direction [0{\displaystyle \,}0{\displaystyle \,}1] : elles font partie de la famille de directions équivalentes <1{\displaystyle \,}0{\displaystyle \,}0>.
Dans le système réticulaire rhomboédrique, la troisième direction de symétrie n’existe pas. En fait, la présence des nœuds le long de la diagonale de la maille conventionnelle supprime la symétrie réticulaire le long des directions [2{\displaystyle \,}1{\displaystyle \,}0], [1{\displaystyle \,}2{\displaystyle \,}0] et [1{\displaystyle \,}1{\displaystyle \,}0], qui existe en revanche dans le système réticulaire hexagonal.

## Symboles de Hermann-Mauguin pour les groupes ponctuels
Les symboles des éléments de symétrie pour les groupes ponctuels sont les suivants :
- m représente un plan de réflexion ou miroir ;
- 1, 2, 3, 4 et 6 représentent les axes de rotation d'angle 2π/n, où n est l'ordre de la rotation ;
- 1, 2=m, 3, 4 et 6 représentent les axes de roto-inversion d'ordre n.

Pour les groupes ponctuels cristallographiques, à cause du théorème de restriction cristallographique, n ne peut prendre que les valeurs 1, 2, 3, 4 et 6 (seules des mailles possédant ces symétries rotationnelles d'ordre n peuvent produire un pavage périodique de l'espace). En revanche, pour des objets comme des molécules, toutes les valeurs de n et même n = ∞ sont possibles. Par exemple, le buckminsterfullerène C60 cristallise dans le groupe d'espace cubique Pa3, mais la symétrie ponctuelle de la molécule C60 est 53m.
Le symbole de Hermann-Mauguin d'un groupe ponctuel donne les axes de rotation parallèles et les miroirs perpendiculaires à chaque direction de symétrie. Lorsqu'un axe de rotation et un miroir coexistent pour la même direction, les deux sont indiqués séparés par un signe de fraction. Par exemple, 2/m est le symbole de l'holoédrie monoclinique, qui consiste en une rotation d'ordre 2 d'axe perpendiculaire à un miroir.
Le centre d'inversion, quand il est présent, n'est jamais indiqué sauf dans le système réticulaire triclinique, car soit il est généré par la combinaison d'un axe de rotation et d'un miroir (exemple : 2/m), soit il fait partie d'un axe hélicoïdal (c'est le cas de 3, mais pas de 4).
Les symboles de Hermann-Mauguin sont dans la plupart des cas donnés dans leur forme abrégée : lorsque des axes binaires et des miroirs coexistent pour plusieurs directions, il suffit de donner les miroirs, car les axes sont générés par combinaison (exemple : mmm au lieu de 2/m2/m2/m). Une exception est le groupe 2/m, car il n'existe qu'une seule direction de symétrie dans le système réticulaire monoclinique.
- Les groupes 42m et 4m2 diffèrent par l'orientation des axes du référentiel, tournés de 45º.
- Les groupes 321 et 312, 3m1 et 31m, 3m1 et 31m, 6m2 et 62m diffèrent par l'orientation des axes du référentiel, tournés de 30º.
- Les groupes 32 et 321, 3m et 3m1, 3m et 3m1 diffèrent par leur système réticulaire. 32, 3m et 3m est la notation rhomboédrique (il n'existe pas de troisième direction de symétrie dans le système réticulaire rhomboédrique) ; 321, 3m1 et 3m1 est la notation hexagonale (la troisième direction de symétrie dans le système réticulaire hexagonal existe, mais elle n'est pas occupée par des éléments de symétrie dans ces trois groupes).

## Symboles de Hermann-Mauguin pour les groupes d'espace
Par rapport à la notation des groupes ponctuels, celle des groupes d'espace présente deux différences principales :
- le symbole contient, en première position, le mode de réseau (P, A, B, C, I, F, R ) ;
- le symbole peut contenir des axes hélicoïdaux ou des miroirs translatoires.

Pour obtenir le groupe ponctuel isomorphique d'un groupe d'espace, il suffit donc d'en ôter les éléments de symétrie translatoires. Par exemple, 4/mmm est le groupe ponctuel isomorphique du groupe d'espace I41/acd.
Dans le symbole d'un groupe d'espace, différents éléments de symétrie de même dimensionalité peuvent coexister en orientation parallèle. Dans le symbole du groupe d'espace, le choix de l'élément représentatif suit une priorité, qui est la suivante :
- les axes sans glissement ont priorité sur les axes hélicoïdaux ;
- la priorité dans le choix du miroir représentatif est : m > e > a > b > c > n > d.

### Littérature
IUCr, Tables internationales de cristallographie [détail de l’édition]. Volume A : Symétrie de groupes d'espace  (ISBN 978-0-470-97423-0)